# Hamza Abdi Barre
Hamza Abdi Barre (in somalo Xamse Cabdi Barre ed in arabo حمزة عبد بري‎?; ...) è un politico somalo che serve come Primo Ministro del governo federale della Somalia. È stato nominato il 15 giugno 2022 dal presidente Hassan Sheikh Mohamud ed è stato approvato dal parlamento il 25 giugno 2022 (229 favorevoli, 7 contrari, 1 astenuto). Hamza è anche un parlamentare eletto alla Camera del Popolo del Parlamento Federale della Somalia il 28 dicembre 2021, in rappresentanza della circoscrizione elettorale di Afmadow del Medio Juba.

## Biografia
Hamza è nato a Kismayo, Basso Giuba,  dal ramo dell'Ogaden del clan Darod.
Hamza ha completato la sua istruzione primaria nel paese e ha conseguito la laurea presso l'Università di Scienza e Tecnologia dello Yemen nel 2001. Dal 2003 al 2004, Hamza è stato direttore esecutivo della Rete di istruzione privata formale in Somalia (FPENS), una scuola a Mogadiscio. Nell'agosto 2005, Hamza è diventato co-fondatore dell'Università di Kismayo. Nel 2009, Hamza ha conseguito il master presso l'Università islamica internazionale in Malaysia. Dopo aver conseguito il Master e prima di intraprendere la carriera politica, Hamza ha trascorso molti anni come educatore a Chisimaio e Mogadiscio, diventando anche docente senior presso l'Università di Mogadiscio.